# Hulzen
Hulzen (ook: Hulsen) is een gehuchtje in het westen van gemeente Alken.
Het is gelegen nabij de dorpskern van Sint-Joris en de Kozenbeek. De eerste bewoning dateert al van in de oudheid. Bij opgravingen werden er sporen van een Romeinse villa ontdekt.
Op de Ferrariskaart (1771-77), zijn de Hulzen zichtbaar als een vrij dicht bebouwde straat met voornamelijk vakwerkhoeven. Op deze kaart werd er voor het gehuchtje wel verkeerdelijk de benaming van het iets noordelijker gelegen Terlinden gebruikt.
Dorpen: Sint-Joris · Terkoest · Alken-centrum 

Gehuchten: Blekkenberg · Buls · Hemelsveld · Hulzen · Nachtegaal · Paradijs · Plein · Rozenkrans · Stationsbuurt · Ter Linden · Waterkant · Wolfke · Zwarte Winning

Waterlopen: Herk · Mombeek · Simsebeek · Kozenbeek

Watermolens: Nieuwmolen · Herckermolen · Groenmolen · Dorpsmolen · Gustingenmolen

Stations: Station Alken · Station Hendrikstraat (voormalig)

Belgische gemeenten · Arrondissement Tongeren · Limburg · Vlaanderen